# 브루노 팰트르

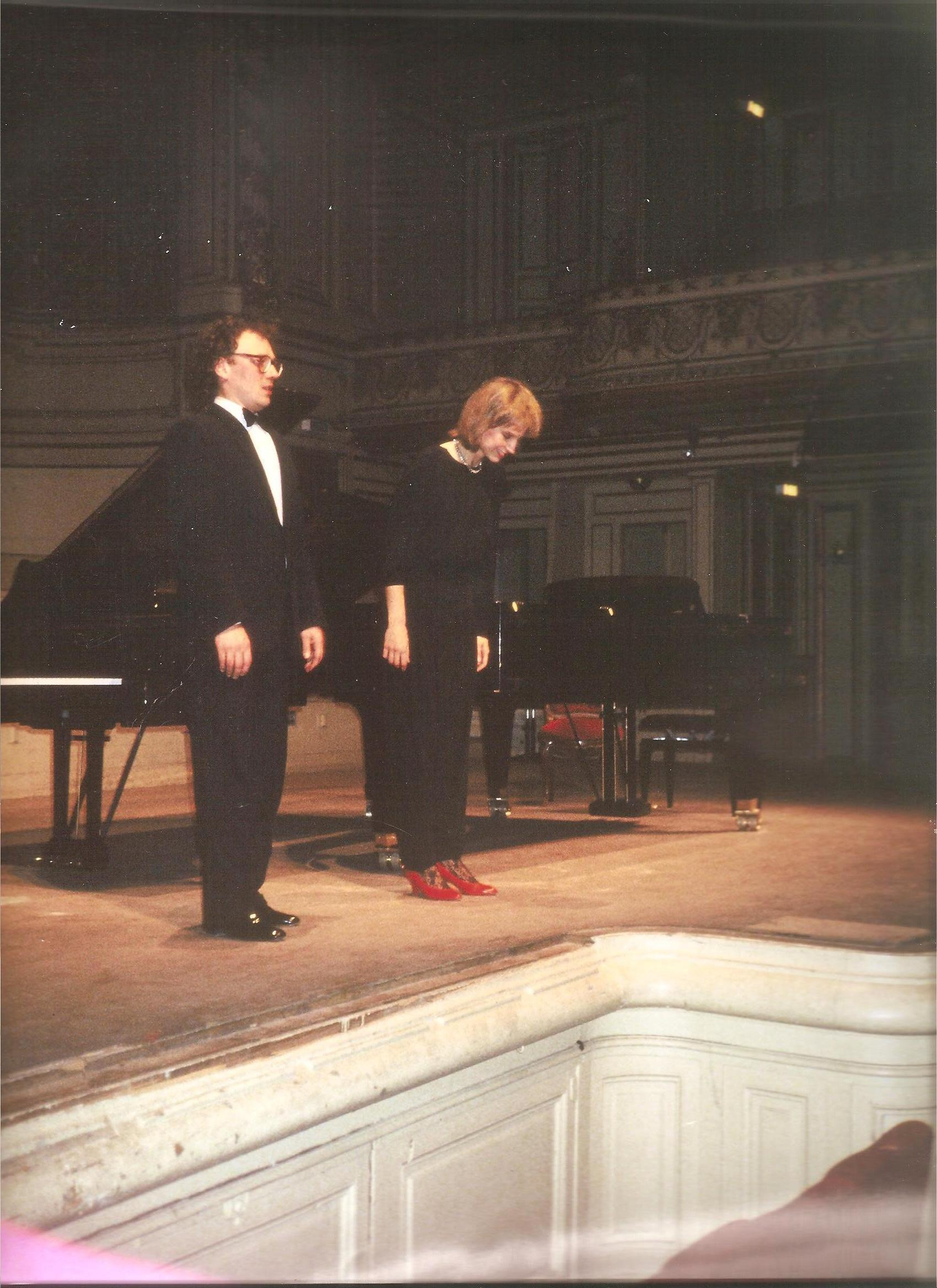
브루노 팰트르와 헬렌느 메르씨에의 연주회, 살 가보

브루노 팰트르(프랑스어: Bruno Peltre)는 프랑스의 피아노 연주자이다. 2001년 갑작스런 건강 문제로 그의 활동에 지장이 갔다.

## 생애
그는 낭시에서 태어나 1972년 음악원에서 일등상을 받고, Georges Enesco의 파트너이자 미셸 베로프(Michel Béroff)의 교수인 프랑수아 코레(François Cholé)의 학생이 된다. 법을 공부하며, 1974년 파리음악원에서 이본 로리오(Yvonne Loriod)에게 배웠으며 1977년 피아노 부문 일등상을 받는다. 1978년 제르만 무늬에(Germaine Mounier)에게 수업을 받으며 만장일치로 파리 에꼴 노르말 드 뮤직 알프레드 꼬르또(l'école normale de musique Alfred Cortot)에서 학위를 받았다. 그는 런던에서 엔리끄 바렌보임과 마리아 꾸르치오 디아몬드, 토론토에선 레온 플라이셔(Leon Fleisher), 이브게니 마리닌의 영향을 받았다.
그는 1980년에서 1990년, 솔트레이크시티, 세니갈리아, 프레토리아, 비니아 델 마어, 모스코, 부다페스트와 벨그라드 세계콩쿨에 선발되고 상을 받았다. 그는 예후디 메누인 재단, 죠지 치프라 재단과 리용 크래딧 재단에서 수상을 하고 보르도에서 금메달을 받았다.
그는 센느 나시오날과 살 플레이에(Salle Pleyel)에서 1992년 리사이틀을 가졌다. 1997에서 1995년엔 살 가보(Salle Gaveau), 살 코르토(Salle Cortot), 오페라 가르니에(Opéra Garnier) 에선 AROP를 위해 연주했고 롱드 푸앙 극장, 프랑스 자동차 클럽에선 2000년 연주를 했다. 또한 리에지, 베를린의 타헬레스, 칼스루헤, 부다페스트, 벨그라드,아스날 드 메츠(1990), 신시나티(1994), 뉴욕콜롬비아대학(1994-1005), 로스엔젤레스에서 연주했다. 그는 살 플레이에에서 있었던 리사이틀을 녹음했다. 오데옹 극장에서 샤렐리 꾸튀르(Charlélie Couture)의 앨범 les Naives에 있는 La Petite Rivière 반주를 녹음을 했다. 그는 라디오 프랑스의 프랑수아 세레트, 에브 루지에리, 안느마리 레비, 아리엘 뷰토, 프랑스 채널 3, 베를린의 아르떼, 테디 파파브라미(Tedi Papavrami)와 라디오 스위스 로만드 스페이스 2, 라디오프랑스의 페스티벌, 리옴 페스티벌, 엉트르카스토 페스티벌, 베리의 로만교회 페스티벌, 랑스의 음악산책(1998), 메어모츠 여객선(1987-1995), 겨울 피아노 페스티벌, 나바르왕국의 페스티벌, 쇼팽 축제, 도나우 페스티벌, 노한의 로만틱 축제, 앙카라의 페스티벌 빌켄대학의 페스티벌, 우젝에 에른스트 폰 도나니하의 오페라 오케스트라, 베르나르드 토마스 오케스트라 , 쟝 월터 오도리 오케스트라, 제론 칼텐바흐하의 낭시 오케스트라와 연주를 했다. 그는 엘리제궁 4중창, 안톤 4중창, 테디 파파브라미, 마샤 메릴, 제네비에브 파지, 레슬리 카론(Leslie Caron), 후셴 세르메, 도미니크 드 윌렌쿨트(Dominique de Willencourt), 이브 헨리, 헬렌느 메르시에 아르노(Hélène Mercier Arnault) 와 파트너를 했었고 하고 있다.
그는 1995년부터 있는 아작시오 음악 협회 페스티벌을 만들고 감독하고 있다.
그는 파리 6구에 있는 음악학교의 피아노 교수이다.
베르트란드 딜라노에와 클로드 데반에게 초청받아, 2012 그는 파리 시청 대홀에서 프랑스 단체 AVC와 함께 지방의 보건을 지지하기 위해 리사이틀을 가졌다. 그는 많은 책을 쓴 작가이자 스트라스부르그 대학의 교수를 겸하고 있는 크리스틴 펠트르(Christine Peltre)와 형제이다.